# Pogrom

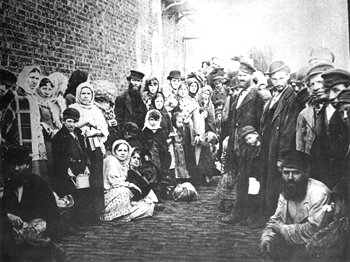
Jüdische Flüchtlinge aus Russland in Liverpool (1882)

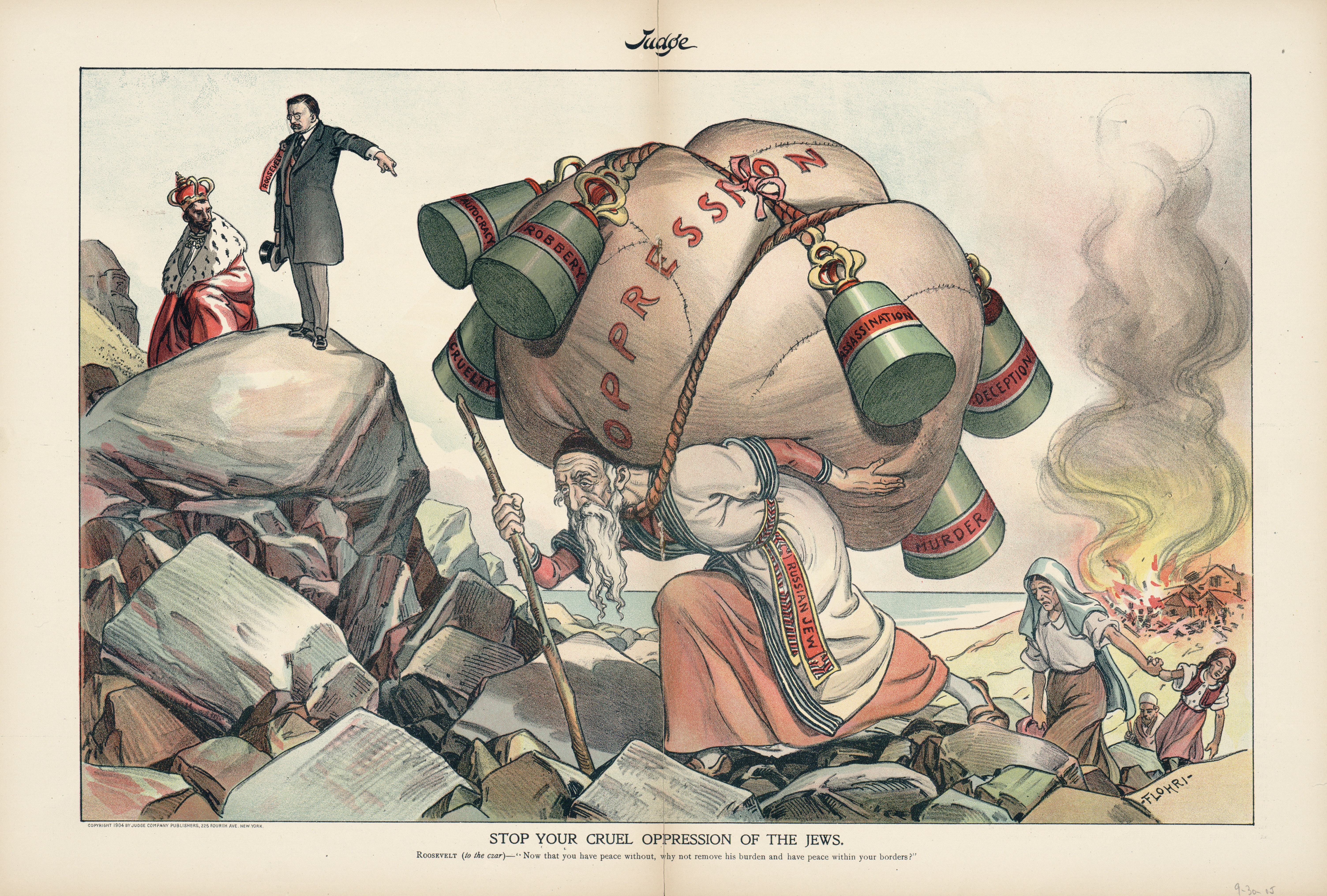
Farbige Lithografie aus dem Jahr 1904 zur Situation der Juden im Russischen Reich

Der oder das Pogrom (russisch погром ‚Verwüstung, Zertrümmerung‘) steht für Hetze und gewalttätige Angriffe gegen Leben und Besitz einer religiösen, nationalen oder ethnischen Minderheit mit Duldung oder Unterstützung der Staatsgewalt. International entwickelte sich der Begriff ab 1881 aus den antijüdischen Angriffen im zaristischen Russland. Er ist in die Umgangssprache und die wissenschaftliche Fachsprache übergegangen.

## Etymologie – Herkunft des Begriffs

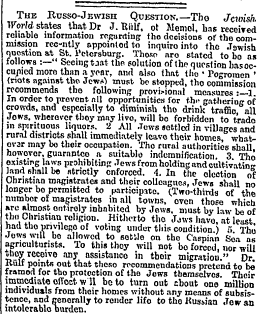
The Times (London), 17. März 1882 – die erste Erwähnung des Wortes „Pogromen“ in Englisch

Der Begriff Pogrom stammt vom russischen погром Pogrom [pɐˈgrom].
Die russisch-deutschen Wörterbücher von 1798 bis 1911 übersetzen 1. „Погро́мъ, a, m. die Verwüstung, Verheerung“, „Zertrümmerung;“ „2. das Ungewitter“, „Donnerwetter, die Hechelei“. Die zugehörigen Verben lauteten „Погромѝть, милъ, мѝю, v. a. in kleine Stücke zerbrechen, zerschlagen; verheeren, verwüsten.“ und „[Погро]-млять v. a. 1, verheeren, verwüsten (durch den Krieg); 2, auf’s Haupt schlagen (den Feind); zerstreuen; 3, zerschlagen, zertrümmern“.
Die internationale Verbreitung und Bedeutung des Begriffs Pogrom entwickelte sich aus den antijüdischen Übergriffen der Jahre 1881 bis 1883 in Russland.
Der Begriff Pogrom wurde in Deutschland ab etwa 1900 verwendet, die Konversationslexika führen den Begriff seit Anfang des 20. Jahrhunderts (Meyers 1908), bereits in der Bedeutung der „Verwüstung“ bezogen auf den Überfall eines Teils der Bevölkerung auf einen anderen Teil, speziell mit dem Bezug zu den Judenhetzen in Russland im 19. Jahrhundert (Brockhaus 1911). 1982 lautete der Eintrag des russischen Wörterbuchs der Berliner Akademie der Wissenschaften ausschließlich: „погро́м 2 Pogrom, Hetze und blutige Ausschreitungen gegen eine andere Nationalität, besonders gegen Juden“.

## Bedeutung
Das Pogrom wird soziologisch definiert als einseitige und höchstens gering organisierte, nicht-staatliche, von der Mehrheitsbevölkerung ausgehende Form extralegaler Gewalt, die sich gegen eine weitgehend wehrlose ethnische Gruppe richtet, wenn die Mehrheit keine Abhilfe des Staates gegen eine empfundene Normverletzung durch die Minderheit erwartet. Pogrome erfolgen somit auf lokaler Ebene.
Der Begriff Pogrom entstand aus den antijüdischen Ausschreitungen im zaristischen Russland – wenn auch diese Ausschreitungen selbst weder neu noch auf Russland beschränkt waren. Der Begriff entwickelte sich in der Sowjetunion weiter und war nicht mehr auf antijüdische Gewalt beschränkt, sondern wurde auch auf politische Unruhen, ab 1989 auf interethnische Gewalt angewandt. Im Westen hingegen blieb die antijüdische Bedeutung erhalten, bei Betonung der staatlichen Planung oder zumindest Billigung. Verbreitet werden unter dem Begriff einfach antijüdische Ausschreitungen verstanden.

## Abgrenzung „riot“ und „Massaker“
Zur Abgrenzung des Begriffs Pogrom, wenn auch nicht in jedem Falle eindeutig und präzise möglich:
- „riots“ stehen sowohl für die kollektive Gewalt einer sich benachteiligt fühlenden ethnischen Gruppe gegen die Mehrheit oder den Staat, wie auch für gewaltsame Übergriffe der Mehrheit gegen eine ethnische Minderheit. Eine Unterform der „riots“ sind die „communal riots“, bei denen eine ethnische Gruppe auf lokaler Ebene eine andere und deren Besitz angreift.[14]

Pogrome wiederum sind als Untergruppe eine spezifische Form dieser „communal riots“. Ihre Besonderheit ist, dass der Staat aktiv oder durch Unterlassen die Hetze und Gewalt ermöglicht; zudem sind die Angegriffenen eher in der Minderheit.
- „Massaker“ haben gegenüber Pogromen einen höheren Organisations- und Bewaffnungsgrad der oft staatlichen Angreifer, zudem die Absicht, alle Angehörigen der angegriffenen Gruppe zu ermorden. Bei Massakern spielen spontan handelnde lokale Angreifer, Zerstörungen und Plünderungen eine untergeordnete Rolle.[14]

- Staatliche organisierte Gewalttaten sind nicht immer klar von Pogromen abzugrenzen, wenn „Volkswut“ als Pogrom inszeniert wird, da sich in einem solchen Umfeld die Bevölkerung zu Pogromen ermutigt fühlt und daraus lokale Gewalttaten (zusätzlich) entstehen können.[12]

## Geschichte

### Entstehung und Festigung des Begriffs „Pogrom“

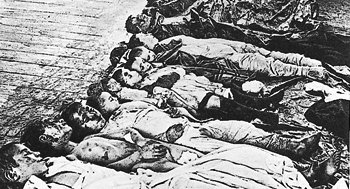
Opfer des Pogroms im russischen Jekaterinoslaw 1905, heute Dnipro/Ukraine, überwiegend jüdische Kinder

#### Ukraine im zaristischen Russland
Das Judenpogrom von Odessa im Jahr 1821 war der erste Vorfall, der später als Pogrom bezeichnet wurde, dort folgten weitere Pogrome 1849, 1859, 1871 und wieder 1881.
Erstmals im heutigen Sinne etabliert wurde der Begriff Pogrom, nachdem im März 1881 die Ermordung des Zaren Alexander II. von Russland durch die Untergrundorganisation Narodnaja Wolja fälschlich den Juden angelastet wurde. Die ab 15. April in Jelisawetgrad beginnenden jahrelangen Judenverfolgungen erfassten über 200 Orte im Gebiet der gesamten Ukraine, diese wurden mit dem Begriff Pogrom bezeichnet, der Begriff damit auch international bekannt.
Nach einer etwas ruhigeren Phase erreichte die Gewalt gegen Juden in Russland eine neue Stufe. Im April 1903 wurden bei dem Pogrom von Kischinjow 45 Juden ermordet, fast 600 verwundet und 1.500 Häuser geplündert. Die Gräueltaten wurden von den lokal Verantwortlichen wie von Polizei und Soldaten ermöglicht, die Anstifter nicht bestraft. Dieses besonders harte Pogrom sollte typisch sein für die folgenden Pogrome bis 1906. In weit über 600 Pogromen starben mehr als 3.100 Juden, über 15.000 wurden verletzt, größtenteils im Oktober 1905. Dabei wurden allein in Odessa 800 Juden ermordet und 5.000 verwundet, weitere fanden statt in Jekaterinoslaw (Dnipro), Kiew, Chișinău, Simferopol, Romny, Krementschuk, Nikolajew (Mykolajiw), Tschernihiw, Kamjanez-Podilskyj und Jelisawetgrad (Kirowohrad).
Allein die Grüne Armee beging 31,7 Prozent der etwa 1500 Pogrome im Bürgerkrieg.
Ausschreitungen gegen Juden hielten bis 1917 an, dem Ende des Russischen Kaiserreichs. In der folgenden Zeit ereigneten sich noch weitaus blutigere Pogrome in der Ukraine, allein bis 1920 viele hundert, wenn nicht tausend, mit etwa 60.000 Opfern.

##### Die Machnowschtschina
In den von der Machnowschtschina befreiten Gebieten, waren Fälle antisemitischer Gewalt, weit weniger häufig als im rechtsufrigen Teil der Ukraine. Dies lag daran, dass Antisemitismus von der Machnowschtschina hart bestraft wurde.
Die Anarchisten erkannten den Antisemitismus, als ein Vermächtnis der zaristischen Autokratie und erklärten ihm im Militärisch-revolutionären Rat, (russisch: Военно-революционный Совет) den Krieg. Es waren zudem junge Juden, die wahrscheinlich den Kern der keimenden anarchistischen Bewegung in der Ukraine bildeten. Viele der einflussreichsten Personen der Machnowschtschina waren Juden, einschließlich einige ihrer bekanntesten Mitglieder, wie Fanya Baron und Aron Baron, Mark Mratchny und Volin.
Ein historisch dokumentierter Fall von Antisemitismus auf dem Gebiet der Machnowschtschina beschreibt, wie die Verantwortlichen hingerichtet wurden. Die Kader der Antisemiten wurden erschossen und Waffen wurden in den lokalen jüdischen Gemeinden verteilt, damit diese sich bei Bedarf selber verteidigen konnten.

#### Nationalsozialistisches Deutschland
Nach Deutschlands Machtübergabe an Adolf Hitler kam es zu einer Zuspitzung des Antisemitismus, über längere Zeit mit noch sporadischen Gewaltakten gegen Juden. Anfang November 1938 war das Revolverattentat eines 17-jährigen Juden willkommener Anlass für die Verstärkung der antisemitischen NS-Propaganda. Den Tod des Opfers am 9. November nutzte Joseph Goebbels im Alten Rathaus in München zu einer Hassrede zum Schlag gegen die Juden, was seine Zuhörer an die SA und NSDAP im Deutschen Reich weitergaben. So traten die Schlägertruppen flächendeckend meist in Räuberzivil auf, um „spontanen Volkszorn“ zu inszenieren, auch Nachbarn schlossen sich als Täter an. Sie demolierten in den Novemberpogromen Schaufenster jüdischer Geschäfte, zündeten Synagogen an, verprügelten Unschuldige, verwüsteten Wohnungen von Juden. Die Feuerwehren griffen nur ein, um das Überschlagen des Feuers auf nichtjüdische Nachbargebäude zu verhindern. Bis 12. November waren in der „Reichskristallnacht“ 7.500 jüdische Geschäfte zerstört worden, zudem fast alle der weit über 1.000 Synagogen und Gotteshäuser. Geplündert wurde nach Kräften, so meldete ein Juwelier in Berlin die vollständige Ausräumung seines Geschäfts. Jüdinnen wurden vergewaltigt, nach offiziellen Angaben starben 91 Menschen, tatsächlich waren es mehr.

### Pogrome in Europa
In Europa gab es unzählige Pogrome. Hier werden nur die größeren und geschichtlich relevanteren Pogrom-Wellen und Pogrome gemäß obiger Definition dargestellt.

#### Mittelalter
Das Massaker von Granada war ein Pogrom an Juden, das 1066 in Granada zur Zeit der Herrschaft der Ziriden im islamischen Herrschaftsgebiet von al-Andalus stattfand. Es gilt als erstes Pogrom auf europäischem Boden. Am 30. Dezember stürmte eine muslimische Menschenmenge den Königspalast, kreuzigte den jüdischen Wesir Joseph ibn Naghrela, Sohn von Schmuel ha-Nagid, und massakrierte den Großteil der jüdischen Bevölkerung der Stadt. Spätere muslimische Chronisten setzten die Opferzahlen in die Tausende, nach manchen Quellen sollen mehr als 1.500 jüdische Familien, rund 4.000 Personen, ermordet worden sein. Moderne Historiker halten diese Angaben für klar übertrieben.

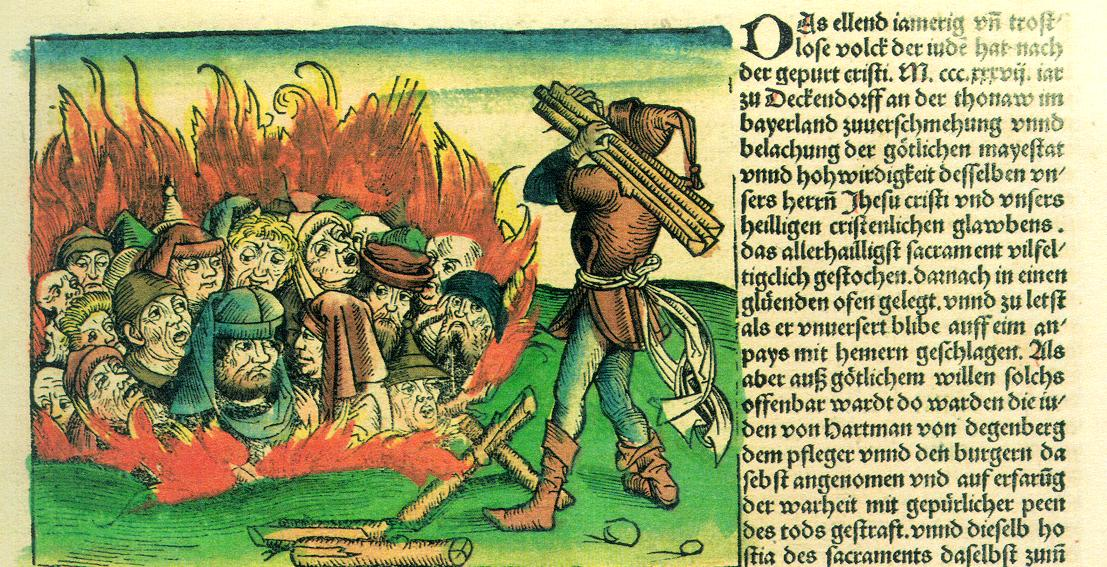
Judenfeindlichkeit in der Weltchronik von Hartmann Schedel (1493)

Im europäischen Mittelalter begingen noch vor dem Aufbruch der „offiziellen“ Kreuzfahrerarmeen zum Ersten Kreuzzug verschiedene Heerhaufen die Pogrome von 1096. Statt in der Ferne die Muslime zu bekämpfen, übten sie in ihrem mittelalterlichen Antijudaismus „Rache“ an den Juden, die ihren Heiland gekreuzigt hätten. Dabei ging es um deren „Vertilgung“, es sei denn, sie nähmen den christlichen Glauben an. So plünderten und ermordeten sie in Mainz, Worms, Trier und der Kölner Gegend die Juden mit Beteiligung weiterer Bevölkerungsteile – etwa 2.500 bis 3.000 Juden kamen um.
In der Frühphase des Zweiten Kreuzzugs 1147 wiederholten sich die Morde und Zwangstaufen sowohl in Frankreich, im Rheinland und in Franken, wenn auch in geringerem Ausmaß. 1189 zettelten Kreuzfahrer in englischen Städten schwere Pogromen an, wie in Lincoln, Norwich, Lynn und Dunstable. In York flüchtete die große Judengemeinde in aussichtsloser Lage in den rituellen Suizid. 1236 wurden auch im Westen Frankreichs aufgrund neuer Kreuzpredigten Juden verfolgt, etwa 2.500 bis 3.000 starben. Vereinzelt begingen Kreuzfahrer weitere Pogrome, so 1196 in Worms und Wien, 1221 in Erfurt und 1235 in Fulda.
In München verbrannte 1285 eine wütende Menge 180 Juden mit ihrer Synagoge, weil man sie des Mordes an einem Christenkind verdächtigte.
Nach Ausbruch der Pest 1346 verstärkten sich die vorhandenen antijüdischen Einstellungen. Sie steigerten sich in die Pestpogrome ab 1348 mit Beginn in Toulon. Bis 1351 durchzog eine Welle der antijüdischen Gewalt Frankreich, die Schweiz, das Gebiet des heutigen Deutschlands, Österreich und Schlesien. Über 85 der 350 jüdischen Gemeinden im Reich wurden ausgelöscht, die Juden aus weiteren 100 Orten vertrieben – der tiefgreifendste Einschnitt in der Geschichte des Judentums im Mittelalter. Die Täter waren zum einen getrieben vom Motiv der vermeintlichen „Brunnenvergifter“, zum anderen vom Profit durch Beseitigung ihrer Gläubiger und Übernahme ihres Besitzes.
1391 spitzten sich die jahrzehntelangen Gewaltwellen gegen die spanischen Juden zu. Prediger wie Ferrán Martínez, Erzdiakon von Écija, riefen zur Verfolgung der Juden und der Zerstörung ihrer Synagogen auf. In der Folge wurde das Judenviertel von Sevilla am 6. Juni gestürmt, die Gewaltwelle griff danach auf Kastilien und Aragón über. Die Judenviertel wurden geplündert, Tausende starben, viele Juden flüchteten nach Portugal und Granada, andere ließen sich christlich taufen, um dem Tod zu entgehen. Die jüdische Bevölkerung wurde auf die Hälfte reduziert.

#### Frühe Neuzeit
1571 wurde der Tod des brandenburgischen Kurfürsten Joachim II. Hector dem Juden Lippold Ben Chluchim angelastet, er habe ihn vergiftet. Teile der Berliner Bevölkerung schlossen sich zusammen, verwüsteten die Synagoge in der Klosterstraße und viele Privathäuser von Juden, die sie auch plünderten. Die bei Juden verwahrten Schuldscheine wurden öffentlich verbrannt, die Pfänder meist ohne Gegenleistung an die Eigentümer übergeben. Lippold wurde gevierteilt und an vier Ausfallstraßen aufgehängt, die Juden unter Zwangsabgabe des Großteils ihrer Vermögen aus dem Land vertrieben.
Bei den ersten Judenpogromen im östlichen Europa wurden beim Volksaufstand in der Ukraine von 1648 alle ukrainischen Juden getötet, es gab mindestens 20.000 Opfer. 1768 wurden in der rechtsufrigen Ukraine im Jahre 1768 beim Aufstand der Hajdamaken nochmals viele Juden ermordet.

#### Neuere Geschichte
Als Reaktion auf die Verbesserung des rechtlichen Status der Juden kam es im August 1819 in Würzburg zu den Hep-Hep-Krawallen mit Morddrohungen gegen Juden, Plünderungen und Zerstörungen, die sich in Frankfurt am Main, Hamburg, Kopenhagen und geringerem Umfang vielen weiteren Städten Deutschlands, Österreichs, Polens und Dänemarks fortsetzten. In der Spitze des Antisemitismus wurde am 18. Februar 1881 beim Pogrom von Neustettin die Synagoge niedergebrannt, jüdische Häuser unter „Hepp-Hepp!“-Rufen demoliert, das populäre Lied „Schmeißt ihn raus den Juden Itzig“ gespielt. Über mehrere Wochen griffen die teils massiven Ausschreitungen auf Hinterpommern, Westpreußen und Posen über.

#### Neueste Geschichte
In Berlin kam es am 5. und 6. November 1923 zum Scheunenviertelpogrom, bei dem mit dem Ruf „Schlagt die Juden tot!“ Geschäfte, Lokale und Wohnungen geplündert und zerstört wurden, zudem Juden aus den Häusern gezerrt und verletzt.
Das nationalsozialistische Gunzenhausen nahm am 25. März 1934 mit dem „Palmsonntagspogrom“ die über Deutschland folgende Entwicklung prototypisch vorweg. Nach einer antijüdischen Hetzrede wurde eine von Juden betriebene Gaststätte demoliert, der Wirt bis zur Bewusstlosigkeit verprügelt, jüdische Wohnungen aufgebrochen, 35 Juden entführt und zum Gefängnis gebracht, zwei Juden starben.
In Polen spitzte sich nach dem Zweiten Weltkrieg nach Rückkehr deportierter Juden die antisemitische Welle am 11. August 1945 beim Pogrom von Krakau zu, als die Kupa-Synagoge angezündet, jüdische Einrichtungen verwüstet und Häuser geplündert wurden sowie mehrere Juden ums Leben kamen. Im Juli 1946 wurden beim Pogrom von Kielce 42 Juden ermordet. Zwischen 1944 und 1947 kamen so 1.500 bis 2.000 Juden ums Leben, in der Folge verließ die Mehrheit der polnischen Juden das Land.
Im September 1945 wurden jüdische Rückkehrer der Slowakei beim Pogrom von Topoľčany Opfer von Plünderungen und Gewalt. Im Sommer 1946 kam es bei antisemitischen Demonstrationen in Bratislava zu Verletzungen und Sachschäden bei Juden, ohne dass die Polizei eingriff. In der Folge wanderten viele der 30.000 jüdischen Überlebenden aus.
In Ungarn kam es 1946, nach Rückkehr von 80.000 überlebenden Juden, unter anderem vom 20. bis 21. Mai zu einem Pogrom in Kunmadaras, nachdem 73 Auschwitz-Überlebende zurückkehrten. 800 Täter plünderten jüdische Häuser, prügelten, verletzten 18 und töteten drei Menschen. In Miskolc-Diósgyör kam es am 30. Juli bis 1. August zu einem weiteren Pogrom, bei dem ein Mensch schwer verletzt und zwei getötet wurden. Bis 1949 verließen 14.000 Juden Ungarn, viele nach Israel.

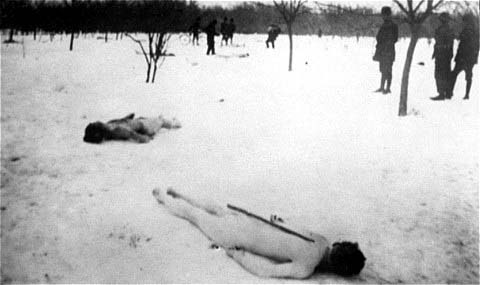
Opfer des Pogroms in Bukarest 1941

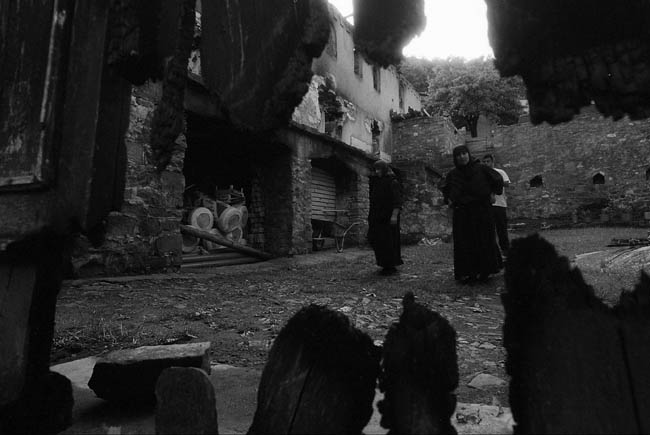
Serbisch-orthodoxe Nonnen in dem während der pogromartigen Ausschreitungen im Kosovo 2004 niedergebrannten Kloster Devič

Pogrome in der Türkei richteten sich auch gegen die alevitische Bevölkerung, so das Pogrom von Kahramanmaraş vom 19. bis 26. Dezember 1978 oder das Pogrom von Çorum am 4. Juli 1980.

#### Zeitgeschichte
Beispiele aus jüngerer Zeit: die Ausschreitungen in Rostock-Lichtenhagen (1992), der Brandanschlag von Sivas in der Türkei 1993, Ausschreitungen im Kosovo 2004 vornehmlich gegenüber der kosovo-serbischen Minderheit, aber auch anderen Nicht-Kosovo-Albanern, Ausschreitungen in Südafrika gegen afrikanische Ausländer (2008), in Kirgisistan gegen Usbeken (2010) und in Osteuropa 2018 gegen Roma, davon mindestens fünf Pogrome von rechtsextremen Gruppen gegen Roma in unterschiedlichen Regionen der Ukraine. Der Angriff auf die Stadt Huwara im besetzten Westjordanland im Oktober 2023 wurde vom befehlshabenden Chef des IDF-Zentralkommandos, Yehuda Fuchs, als Pogrom identifiziert. Dabei griffen vom israelischen Militär begleitete israelische Siedler Zivilisten an, wobei ein Mensch in seinem von Siedlern angezündeten Wohnhaus verbrannte.